# Roger Bordier
Roger Bordier, né le 5 mars 1923 à Blois et mort le 24 juin 2015 à Paris 5e,, est un écrivain français, lauréat du prix Renaudot en 1961.

## Biographie
D'abord journaliste à Blois puis à Paris, Roger Bordier devient critique d'art pour la revue Art d'Aujourd'hui. Il publie ses premiers recueils de poèmes (chez Seghers), écrit des nouvelles et un premier roman, La Cinquième Saison publié aux éditions Calmann-Lévy, et remporte avec son troisième roman, Les Blés, le prix Renaudot en 1961. Il a poursuivi ensuite son activité de romancier (Un âge d'or est adapté pour la télévision par Fernand Marzelle) en parallèle avec la publication d'essais consacrés principalement aux problèmes esthétiques.
En 1992, il participe avec un groupe d'écrivains, parmi lesquels, notamment, René  Ballet, Catherine Claude, à la création de la revue Commune, animée par Francis Combe.
Roger Bordier a été professeur à l'École nationale supérieure des arts décoratifs où il a enseigné l'histoire de l'art moderne et la sociologie de l'esthétique contemporaine.

## Œuvre
- Le Mime, éditions Calmann-Lévy, 1960, 280 p.
- Les Blés, éditions Calmann-Lévy, 1961, 283 p. — Prix Renaudot 1961
- Le Chauffage à eau chaude sous pression d'azote, Auxerre, Impr. Tridon-Gallot, 1964, 173 p.
- Le Tour de ville, éditions Albin Michel, 1969, 285 p.
- Les Éventails, éditions du Seuil, 1971, 224 p.
- L'Objet contre l'Art, toute l'histoire de l'art moderne est celle des vicissitudes de l'objet, éditions Hachette, 1972, 205 p.
- L'Océan, Éditions du Seuil, 1974, 316 p. — Prix Lange de l’Académie française
- Meeting, éditions Albin Michel, 1976 (réimpr. 1998), 304 p. (ISBN 978-2-226-00268-6)
- Demain l'été, éditions Albin Michel, 1977, 318 p. (ISBN 978-2-226-00499-4)
- L'Art moderne et l'Objet, éditions Albin Michel, 1978 (réimpr. 1998), 282 p. (ISBN 978-2-226-00650-9)
- La Grande Vie, éditions Albin Michel, 1981 (réimpr. 2000), 550 p. (ISBN 978-2-226-01070-4)
- Les Temps heureux, éditions Albin Michel, 1984, 452 p. (ISBN 978-2-226-02021-5)
- Longue File, éditions Temps actuels, 1984 (ISBN 978-2-209-05624-8)
- La Belle de Mai, éditions Albin Michel, 1987, 342 p. (ISBN 978-2-226-02849-5)
- Les Saltimbanques de la révolution ou Gracchus Babeuf raconte aux citoyens, Pantin, Le Temps des cerises, 1989, 130 p. (ISBN 978-2-209-06118-1)
- Vel d'hiv, éditions Albin Michel, 1989, 304 p. (ISBN 978-2-226-03630-8)
- Les Fusils du premier mai ou la Chronique de Fourmies, Paris, Éditions La Dispute, 1991, 127 p. (ISBN 978-2-209-06558-5)
- Chroniques de la cité joyeuse, éditions Albin Michel, 1995, 288 p. (ISBN 978-2-226-07630-4)
- Chère bourgeoisie, Éditions Temps actuels, 1996, 132 p. (ISBN 978-2-209-06442-7)
- 36, la fête, Éditions Temps actuels, 1996, 127 p. (ISBN 978-2-209-05748-1)
- J'étais enfant en 36, Le Temps des cerises, 1996, 123 p. (ISBN 978-2-84109-058-7)
- L'Interrogatoire, Le Temps des cerises, 1998, 46 p. (ISBN 978-2-84109-123-2)
- L'Ordre et autres désordres : nouvelles, Le Temps des cerises, 2000, 207 p. (ISBN 978-2-84109-239-0)
- L'Océan, éditions Albin Michel, 2000
- Le Zouave du pont de l'Alma, éditions Albin Michel, 2001, 272 p. (ISBN 978-2-226-12574-3)
- Éloges vagabonds, Le Temps des cerises, 2002, 64 p. (ISBN 978-2-84109-407-3)
- À la recherche de Paris, Le Temps des cerises, 2004, 147 p. (ISBN 978-2-84109-492-9)
- En collaboration avec Patricia Latour, Le 36 des femmes ; Le Peuple de 36, Le Temps des cerises, 2006, 230 p. (ISBN 978-2-84109-600-8)
- Séverine, Pantin, Le Temps des cerises, 2008, 250 p. (ISBN 978-2-84109-679-4)
- Quand triomphait l'art abstrait, Pantin, Le Temps des cerises, 2009, 110 p. (ISBN 978-2-84109-778-4)
- Les Coups du sort, Le Temps des cerises, 2009, 200 p. (ISBN 978-2-84109-441-7)
- L'Ombrelle, Pantin, Le Temps des cerises, 2010, 129 p. (ISBN 978-2-84109-820-0)